# 崔忠献
崔 忠献（チェ・チュンホン、天徳元年（1149年） - 興定3年9月20日（1219年10月29日））は、高麗の武臣・重臣。武臣政権の第5代執権者。本貫は牛峰崔氏。弟は崔忠粋。子は崔瑀・崔珦・崔珹・崔球。初名は鸞、諡号は景成。

## 人物
12世紀後半の高麗では武臣などによる権力闘争が激化していたが、崔忠献は1174年の趙位寵の反乱を鎮圧して頭角を現していき、1196年には当時の高麗で政権を牛耳っていた武臣の李義旼（イ・ウィミン）を暗殺して政権を牛耳ることに成功した。そして自らの独裁体制を固めるために、高麗王明宗に弊政の改革を要求する封事10ヶ条を進言した。1197年には明宗を廃して弟の神宗を擁立し、さらには実弟の崔忠粋をはじめとする反対派を殺害したり、孝心の起こした農民一揆を徹底して弾圧したりなどしていった。また「都房」と呼ばれる、国軍にまさる強力な私兵を養成し、私田（農荘）を集積して、それを軍事的、経済的基盤とした。
1209年には教定都監が創立され、その長官である教定別監に任命されたことで、武臣政権の合法性が認知されるとともに、崔氏の独裁権が磐石なものとなった。崔忠献は1219年に没したが、教定別監の地位は崔氏一族の中で世襲とされ、崔氏政権は1258年まで4代62年（崔瑀・崔沆・崔竩）の長きにわたって続くこととなるのである。
崔忠献は独裁政権確立の過程で多くの粛清を行なったため、その評判は芳しくない人物であるが、その反面で交易活動を奨励したり、名臣の評判の高い文人の登用を積極的に行なうなど、政治面において評価される一面もある。
東京国立博物館に石碑の墓誌が所蔵されている。